# バルダッサーレ・ペルッツィ

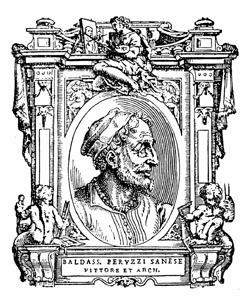
バルダッサーレ・ペルッツィ

バルダッサーレ・ペルッツィ（Baldassarre Peruzzi, 1481年 - 1536年）は、盛期ルネサンスの画家・建築家。ラファエロの流れをくむ繊細で優雅な建築、室内装飾をデザインした。

## 経歴
シエーナに生まれ、画家として修行を積んだが、1503年にローマに移住。ブラマンテのもとで建築家としての修行を積む。ラファエロ没後、サン・ピエトロ大聖堂の主任建築家として任命されるが、ローマ略奪のためローマから逃れ、シエーナに移る。その後ローマに戻るが、（ルネサンス建築として）その作風は盛期ルネサンスからマニエリスムへの移り変わりを示している。